# Truttemer-le-Petit
Truttemer-le-Petit é uma ex-comuna francesa na região administrativa da Normandia, no departamento de Calvados. Estendeu-se por uma área de 5,19 km². Em 2010 a comuna tinha 102 habitantes (densidade: 19,7 hab./km²).
Em 1 de janeiro de 2016 foi fundida com as comunas de Vire, Coulonces, Maisoncelles-la-Jourdan, Roullours, Saint-Germain-de-Tallevende-la-Lande-Vaumont, Truttemer-le-Grand e Vaudry para a criação da nova comuna de Vire-Normandie.